# بلاژیوو
بلاژیوو (به لاتین: Blazhievo) یک منطقهٔ مسکونی در بلغارستان است که در شهرستان بوبوشفو واقع شده‌است.